# Jango (sítio eletrônico)
Jango é um serviço de streaming de música online gratuito disponível em todo o mundo.

## Características
Afirmando que suas listas de reprodução ininterruptas são feitas à mão por especialistas em música e muitas delas são atualizadas semanalmente, o serviço recomenda a seus usuários várias listas de reprodução baseadas principalmente no humor ou atividade. O Jango oferece playlists para atividades como acordar, exercitar-se, concentrar-se, relaxar, divertir-se e dormir. Ao contrário do Songza, não há outros filtros (atividade, décadas, humor) para restringir os resultados pesquisados, exceto os baseados em gênero. Os usuários podem pular vezes ilimitadas, curtir e bloquear um número predeterminado de músicas, além de ajustar a variedade e adicionar até seis artistas à lista de reprodução. O serviço se adapta às preferências musicais pessoais do usuário com base em todas essas configurações. Os usuários encontram listas de reprodução não apenas baseadas em artistas ou gêneros, mas também em temas, interesses e épocas, como "Destaque em Comerciais da Apple".
Além disso, os usuários também podem criar suas próprias listas de reprodução com base em seus artistas favoritos.
O serviço pode ser acessado por meio de um navegador web ou com seu aplicativo móvel em um smartphone.
Em 2007, o Jango se tornou a primeira plataforma de streaming de música a introduzir um aspecto de rede social nas estações de rádio. Os usuários podem compartilhar suas playlists ou ouvir playlists criadas por outras pessoas na rede social do Jango.

## Assinatura
O sítio também oferece a artistas independentes a oportunidade, por uma taxa, de exibir suas músicas recomendando-as ao lado de artistas populares semelhantes. Esse recurso é chamado Jango Airplay, artistas de bandas e solo podem comprar mil exibições por apenas trinta dólares. Existem três regras relacionadas a esse recurso:
- A música Airplay pode ser reproduzida apenas uma vez a cada período de duas horas.
- Uma música do Airplay, uma vez tocada, não será reproduzida novamente durante todo o dia.
- Qualquer música que receba cinquenta votos positivos dos ouvintes será encaminhada para a rotação normal da lista de reprodução, sem nenhum custo extra.[8]

O modelo de negócios do Jango é derivado das receitas de publicidade e taxas de transação com a venda de músicas pelo sítio. No momento, não há serviços premium disponíveis para o sítio.

## História
Sediado em Nova Iorque, o Jango foi lançado em novembro de 2007 por Daniel Kaufman e Chris Dowhan, que foram os fundadores do Dash.com.
Na época de 2009–2010, o Jango tinha apenas duzentas mil faixas de cerca de quinze mil artistas em sua biblioteca. Em novembro de 2014, o tamanho da biblioteca do Jango era quinze vezes maior, superando trinta milhões de músicas. Em fevereiro de 2016, o Jango tinha oito milhões de usuários ativos.